# Rolf Bauerdick

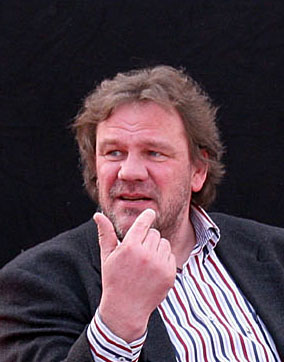
Rolf Bauerdick (2010)

Rolf Bauerdick (*  2. Februar 1957 in Lenhausen; † 26. Februar 2018 in Hiddingsel) war ein deutscher Fotograf und Autor. Er schrieb Romane und Sachbücher.

## Leben
Rolf Bauerdick besuchte das Rivius-Gymnasium in Attendorn und studierte in Münster Germanistik und katholische Theologie für das Lehramt. Nach der Referendarzeit und einem nicht beendeten Promotionsvorhaben in katholischer Dogmatik  wurde er freier Journalist. Er arbeitete zunächst für die Münstersche Zeitung und die Westfalenpost. Bauerdick unternahm Reportagereisen in rund sechzig Länder. Seine Text- und Bildreportagen wurden in verschiedenen europäischen Tageszeitungen und Magazinen veröffentlicht. Die Reportage „Von wie wenig kann man leben?“ über die Roma auf rumänischen Müllhalden wurde 2003 beim Natali Award, dem Preis für Menschenrechtsjournalismus der International Federation of Journalists und der Europäischen Kommission, unter die drei besten in Europa erschienenen Reportagen gewählt.
Für die französische Übersetzung seines Romans Wie die Madonna auf den Mond kam (2009) erhielt er 2012 den Preis des Europäischen Buches der Association Esprit d’Europe. Bauerdicks Fotos wurden wiederholt ausgestellt. Sein Foto „Abstieg in die Unterwelt“ wurde von news aktuell als „Bestes PR-Foto 2008“ ausgezeichnet. Zum Schreiben seiner Bücher zog er sich regelmäßig in ein Ferienhaus auf dem Roscheid zurück.

## Rezeption

### „Wie die Madonna auf den Mond kam“
Bauerdicks Romandebüt Wie die Madonna auf den Mond kam erhielt weitgehend positive Rezensionen. Roland Krüger rezensierte das Buch für Deutschlandradio Kultur und kam zu dem Schluss, das Buch sei „eine pralle, groteske Geschichte, von Rolf Bauerdick liebevoll und kenntnisreich vor historischem Hintergrund drapiert.“ Zu ähnlichen Urteilen kommen Hendrik Werner für die Welt, Jobst-Ulrich Brand für den Focus, Roland Mischke für Der Westen und Ulrich Baron für Spiegel Online. In der Berliner Zeitung lobte Brigitte Preissler den Roman als „hübsche Burleske über den Wettlauf zum Mond“ und eine „nachdenkliche Parabel über das Überleben in einem verbrecherischen Staat“.
Zu einem abweichenden Urteil kommt Volker Hage im Spiegel. Das Buch sei „ein zwiespältiges Lesevergnügen“. „Großartig sind die Motive verwoben“, andernorts „verderben Kitsch und Klischee den ansonsten so eindrucksvollen Debütroman.“
Unter dem Titel „Die Madonna, der Mond und der Hund“ wurde das Werk im Herbst 2013 im Stadttheater von Legnica uraufgeführt.

### „Zigeuner: Begegnungen mit einem ungeliebten Volk“
Mit seinem 2013 veröffentlichten Buch über das Leben der osteuropäischen Roma, insbesondere mit einigen darin genannten Positionen, löste Bauerdick kontroverse Reaktionen aus.
Für den Zentralrat Deutscher Sinti und Roma kommentierte der Politikwissenschaftler Herbert Heuß, Bauerdick beanspruche die Definitionsmacht über die Angehörigen der Minderheit. Er polemisiere, gehe selektiv mit Daten um, habe unzureichend recherchiert und stelle sich in eine Traditionslinie mit „selbsternannten Zigeunerexperten“ der Vergangenheit. Er müsse sich fragen lassen, wie er mit den Kommentaren zu seinem Buch auf rechten und rechtsextremen Websites umgehe. Heuß sieht bei Bauerdick Blindheit gegenüber Auswirkungen des Rassismus im nationalsozialistischen Deutschland und fortwirkend in der Bundesrepublik. Bauerdick selbst sei jedoch „kein Rassist“.
Der Politikwissenschaftler Michael Lausberg rezensierte das Buch in einem Beitrag auf dem Watchblog Netz gegen Nazis und in der jungen Welt. Bauerdick bekräftige tradierte antiziganistische Stereotypen in der deutschen Bevölkerung, so etwa, dass Roma durch „‚Eigenarten zigeunerischen [sic!, Wikipedia] Identität‘“, wie Faulheit, mangelnde Willenskraft, Selbstmitleid und Fatalismus, „selbst schuld“ an ihrer Situation seien. Seine Beschreibung der Roma sei rassistisch, essentialistisch, exotisierend und romantisierend. Er versuche nicht, sich von „Normalitätsvorstellungen seiner eigenen westlichen Kultur“ zu distanzieren. Lausberg stellt die Verwendung des Schlagworts „Politische Korrektheit“ durch Bauerdick in Zusammenhang mit der Verwendung in der extremen Rechten.
Der Publizist mit Schwerpunkt Südosteuropa Norbert Mappes-Niediek wirft Bauerdick vor, er komme über seinen Ansatz einer Kritik „an der politisch korrekten Begriffshuberei und den moralisierenden Sprüchen“ nicht hinaus. Er hinterfrage nicht einmal seine „anekdotischen Belege“ auf ihre Stichhaltigkeit. Als „glänzender Erzähler“ gehe Bauerdick mit seinen Erfahrungen „sensibel und aufrichtig“ um. Schaden werde das Buch nicht, denn es lasse sich keine Folgerung daraus ziehen. So seien sie eben – „das ist das ganze Ergebnis, das nach allem erzählerischen und gedanklichen Aufwand bleibt“. Bauerdick übernehme die üblichen Vorstellungen „über Slumbewohner und Armutszuwanderer“. Er sei gerade so weit gekommen, wie man eben komme, wenn man das Geheimnis der Armut bei den Armen suche. Die Journalistin Regina Mönch dagegen beschrieb in der Frankfurter Allgemeinen Zeitung dieselbe Veröffentlichung positiv. Sie sah in dem Verfasser einen „begnadeten Erzähler und unerschrockenen Polemiker“, dem es gelungen sei, „das Vertrauen dieser Außenseiter zu gewinnen“. Es sei „ein vielfarbiges Bild, mit grellen, erschütternden Schlaglichtern auf eine Armut“ entstanden, die Ausbruchswillen und Mitgefühl ersticke.
Der Schriftsteller Rolf Schneider stellte fest, dass Bauerdicks Aussage, er habe „weit mehr als einhundert Reisen zu Zigeunern in zwölf europäischen Ländern unternommen“, sich in seinem Buch nicht wiederfinde. Tatsächlich kämen nur Ungarn und Rumänien ausführlich vor, kaum aber Bulgarien, die Slowakei, Frankreich, Polen, Russland, Deutschland oder Spanien. Das Berichtete sei teilweise beeindruckend. Unterschlagen würden „weder die aus solcher Situation fast zwangsläufig entstehende Armutskriminalität noch die oft brutalen Reaktionen der betroffenen Umwelt“. Bauerdick kanzle andere Autoren wie Günter Grass, André Glucksmann, Romani Rose und Wilhelm Solms ab, die „Zigeuner als Objekt einer bloß imaginären Fürsorge“ (Bauerdick) missbrauchen würden. Für Schneider ist das Buch „widersprüchlich“, „ungenau und einseitig“, manches sei „respektabel, anderes dubios“. Klaus-Michael Bogdals „Europa erfindet die Zigeuner“ sei die bessere Lektüre. In seine Literaturliste habe Bauerdick Bogdal nicht aufgenommen.
Der Journalist Oskar Piegsa sah in dem Titel des Buchs eine „Provokation“ gängiger „Sprachregelungen“. Das Buch sei zwar als Reportage angelegt, lese sich jedoch über weite Teile als „Streitschrift“. Andrea Seibel spricht in Der Welt von einem „bemerkenswerten“ Buch. Die Stärke bestehe darin, keine Patentrezepte für die Lösungen von Problemen der Roma-Minderheit anbieten zu wollen, sondern deren Lebenswirklichkeit realistisch zu beschreiben. Bauerdicks scharfe Kritik an Interessenverbänden wie dem Zentralrat der deutschen Sinti und Roma sei zwar „nachvollziehbar“, jedoch sei zu bedenken, dass Selbstorganisationen zur Emanzipation und gesellschaftlichen Anerkennung einer ansonsten sprachlosen Gruppe beitragen könnten. Ein gewisser „Hegemonialanspruch“, den Bauerdick kritisiere, gehöre dazu.
In einem Beitrag der ARD-Sendung titel, thesen, temperamente wurde Bauerdicks Buch positiv aufgenommen. Die Selbstbezeichnung „Zigeuner“ werde von vielen Angehörigen dieser Minderheit verwendet, etwa von der Filmemacherin Lidija Mirkovic. Bauerdick leiste auf „eigene Weise einen Beitrag“, „unsere eingeübten Denkmuster mit der Lebenswirklichkeit der Zigeuner zu kontrastieren und unser Bild eines ungeliebten Volkes neu zu justieren“.
Für den SWR bewertete der Journalist und Politikwissenschaftler Carsten Dippel das Buch als „ungemein lesenswerten Reportageband“. Es sei ein „leidenschaftlicher Appell an ziganes Selbstbewusstsein, an ein Gespür für menschliche Würde. An einen Blick, der wohlwollend ist, aber nicht blauäugig, der urteile aber nicht richte.“ Clemens Hoffmann sagte im Osteuropamagazin von WDR 5, das Buch sei „ein lebenspraller Erfahrungsschatz, geschildert in einer für ein Sachbuch ungewöhnlich leuchtenden, bildreichen Sprache“. Auf B5 aktuell meinte Sabine Zaplin, Bauerdicks Buch sei „ein großes und hinreißend zu lesendes Abenteuerbuch“ und „ein Plädoyer für die Freiheit“.
Ähnlich, aber statt in Bekräftigung der Darstellung angeblicher Freiheit und Wildheit „zigeunerischer“ Existenz in deren kritischer Dekonstruktion ordnet Esther Quicker diese und zugleich einige andere Schriften aus dem Hauptthemenfeld des Autors ein. Wesentlicher Bestandteil seines Weltbilds sei das Konstrukt einer Region Osteuropa wie „der Wilde Westen in Cowboyfilmen“. Damit knüpfe Bauerdick an ältere westliche Vorstellungen vom Balkan an. „Vor diesem Hintergrund tritt die Rolle als Abenteurer und Pionier“, die er sich zugelegt habe, „eindrucksvoll hervor.“ Dazu passe sowohl die bewusste Provokation als auch die so pauschale wie präventive „große Vehemenz“ im Umgang mit den zu erwartenden Kritikern. Bauerdick sehe sich konfrontiert mit einem länderübergreifenden Kollektiv von „politisch Korrekten“, dem er als mutiger Herausforderer und Einzelkämpfer entgegentrete. Er sehe bei seinen Gegnern eine einseitige „Opferrolle“ der „Zigeuner“ und kehre daraufhin das Täter-Opfer-Schema kollektiv um. Zu diesem Zweck pauschalisiere und ethnisiere er unbegründet individuelle Einzelereignisse.
Auch der Antisemitismusexperte und Vorurteilsforscher Wolfgang Benz kommt in Betrachtung der Schrift wie der Diskussion, die sich daraus ergab, zu einem kritischen Urteil. Bauerdick sei "denunziatorisch", verbreite "die gängigen Klischees", die er aggressiv zur Schau trage, nämlich "in der Selbstgewissheit desjenigen, der allein den eigenen Horizont als Maßstab der Erkenntnis kennt". Er "bramarbasiere" gegen alle, die ihm nicht passen würden, hochempfindlich gegenüber Kritik. Benz betrachtet die Schrift von Bauerdick als einen Beitrag zur "Tsiganologie", die er von Grund auf als vorurteilsbehaftet und antiziganistisch ablehnt.

## Erinnerung
An das fotografische Werk von Rolf Bauerdick erinnerte 2020 die Ausstellung „Look & See“ in Lüdinghausen.

## Schriften (Auswahl)
- Dem Himmel nah. Mysterien, Mythen, Rituale. Herder, Freiburg im Breisgau 1994, ISBN 3-451-23306-1.
- Lourdes. Herder, Freiburg im Breisgau 1995, ISBN 3-451-23532-3.
- Wie die Madonna auf den Mond kam. Roman, Deutsche Verlags-Anstalt, München 2009, ISBN 3-421-04446-5.
- Anti-Antiziganismus – Die Geschichte eines Fotos, das zum „abgeschmackten Zigeunerklischee“ erklärt wurde. In: Tsiganologische Mitteilungen. vom 15. Dezember 2010, S. 7–10.
- Zigeuner. Begegnungen mit einem ungeliebten Volk. Deutsche Verlags-Anstalt, München 2013, ISBN 978-3-421-04544-7.
- Pakete an Frau Blech. Roman, Deutsche Verlags-Anstalt, München 2015, ISBN 978-3-421-04645-1.